# 46-os busz (Debrecen)

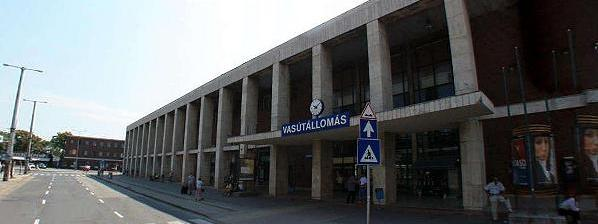
Nagyállomás

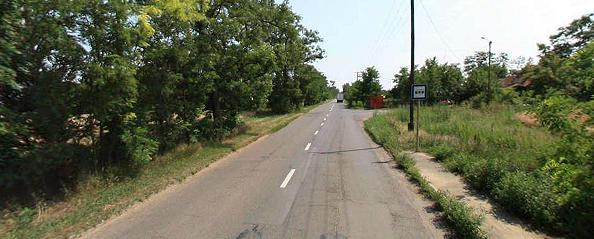
Határ út

A debreceni 46-os jelzésű autóbusz a Nagyállomás és az Inter Tan-Ker Zrt. között közlekedik. Útvonala során érinti a belvárost, a Segner teret, a Tescót és az Ipari Parkot. A 46-os járatokon felül közlekednek 46E és 146E jelzésű autóbuszok is.
Jelenlegi menetrendje 2018. július 1-jétől érvényes.

## Története
2007-ben az FAG dolgozóinak szállítására létrejött a 17F jelzésű autóbusz. A járat a Nagyállomás és az FAG bejárata között közlekedett kizárólag műszakváltáskor. 2009. július 1-jén a járatot 46-osra nevezték át, és meghosszabbították az Inter Tan-Kerig. A járat az FAG-nál új megállót is kapott. A 46-os busz óránként közlekedett, bár a 2010-es menetrendváltáskor sűrítették. Szintén a menetrendváltáskor hozták létre a 171-es buszt. A járat a 17Y busz vonalán haladt azzal a kivétellel, hogy betért a 46-os vonalán az Inter Tan-Kerhez. A 2011-es menetrendváltás III. ütemében a 17Y/171-es, valamint a 46-os járatokat összevonták. A 17Y és a 171-es járat megszűnt. A 17Y helyett az új 46-os busz közlekedett, de már nem a Segner tértől, hanem a Nagyállomástól. A 171-es busz helyett pedig szintén a Nagyállomástól a 46Y busz közlekedett. A 46-os addigi útvonalán a 46E közlekedik gyorsjárat jelleggel. 2012-ben létrehozták a 46X járatot, mely igénybejelentés esetén a 46Y járat útvonalán közlekedett, viszont igénybejelentés hiányában csak az Inter Tan-Ker megállóhelyig járt. Ez a rendszer 2018. június 30-áig volt így. Július 1-jén a 46-os busz az Inter Tan-Kerig rövidült, a 46X és 46Y járatok megszűntek, a 46E nem módosult. 146E jelzéssel elindítottak egy új gyorsított körjáratot a Tócóskert és a Határ út összekötése érdekében, valamint a Határ út külső részének pótlása miatt, ugyanis a változással minden itt közlekedő járat módosult vagy megszűnt.

## Járművek
A viszonylaton Alfa Cívis 12 és Alfa Cívis 18 típusú buszok közlekednek.

## Útvonala
| Inter Tan-Ker Zrt. felé | Nagyállomás felé |
| --- | --- |
| Nagyállomás vá. – Erzsébet utca – Külsővásártér – Nyugati utca – Kishegyesi út – Határ út – Richter Gedeon utca – Inter Tan-Ker Zrt. vá. | Inter Tan-Ker Zrt. vá. – Richter Gedeon utca – Határ úti ipari park, szervizút – Határ út – Kishegyesi út – Nyugati utca – Külsővásártér – Erzsébet utca – Nagyállomás vá. |

## Megállóhelyei
Az átszállási kapcsolatok között az azonos útvonalon közlekedő 46H busz nincsen feltüntetve.
| 0  | Nagyállomás végállomás          | 17 | 1, 2 10, 10A, 10Y, 14, 16, 18, 18Y, 21, 30, 30A, 30I, 30N, 37, 39, 42, 42A, 43, 44, 46E, 47, 47Y, 48, 49, 49Y, 146, A1, Airport1 5, 5A Helyközi buszok S506 sebesvonat, gyorsvonat, IC, EC, expresszvonat |
| 2  | MÁV-rendelő                     | 16 | 10, 10A, 10Y, 14, 30, 30A, 39, 49, 49Y, 146 5, 5A Helyközi buszok |
| 3  | Mentőállomás                    | 15 | 10, 10A, 10Y, 14, 19, 30, 30A, 39, 49, 49Y, 146 5, 5A |
| 5  | Mechwart András Szakközépiskola | 14 | 3, 3A, 4, 5, 5A 10, 10A, 10Y, 14, 19, 25, 25Y, 34, 35, 35Y, 36, 41, 41Y, 42, 42A, 45, 46E, 49, 49Y, 125, 125Y, 146, A1 Helyközi buszok                                                                    |
| 6  | Segner tér                      | 12 | 3, 3A, 4, 5, 5A 10, 10A, 10Y, 11, 13, 14, 17, 17A, 24, 24Y, 25, 25Y, 33, 33E, 34, 35, 35E, 35Y, 36, 42, 42A, 45, 46E, 49, 49Y, 125, 125Y, 146, A1 Helyközi buszok                                         |
| 8  | Kishegyesi út                   | 11 | 12, 17, 17A, 22, 22Y, 24, 24Y, 25, 25Y, 45, 125, 125Y, 146 |
| 9  | Dorottya utca                   | 9  | 12, 17, 17A, 22, 22Y, 24, 24Y, 25, 25Y, 46E, 125, 125Y, 146 |
| 10 | Gyepűsor utca                   | 7  | 12, 17, 17A, 22, 22Y, 24, 24Y, 25, 25Y, 46E, 125, 125Y, 146 |
| 11 | Építők útja                     | 6  | 17, 17A, 42, 42A, 146 |
| 13 | Tegez utca                      | ∫  | 17, 17A, 42, 42A, 43 |
| 14 | Pósa utca                       | 5  | 17, 17A, 42, 42A, 43, 46E, 146 |
| 15 | Ipari Park, bejáró út           | 3  | 146 |
| 16 | FAG                             | 2  | 46E, 146 |
| 17 | Richter Gedeon utca             | 1  | 46E, 146 |
| 18 | Inter Tan-Ker Zrt. végállomás   | 0  | 46E, 146 |

## Járatsűrűség
A járatok 4.10 és 23.30 között indulnak. Tanítási időszakban és tanszünetben 5, 7, 13, 16, 17, 21 órakor 3 járat indul, 4, 6, 12, 14, 15, 22 órakor 2 járat indul, a többi órában 1 járat indul. Hétvégén 13, 21 órakor 3 járat indul, 4, 5, 7, 12, 14, 17, 22 órakor 2 járat indul, a többi órában 1 járat indul.
Pontos indulási idők itt.